# Teramo Calcio
Teramo Calcio is een Italiaanse voetbalclub uit Teramo die speelt in de Lega Pro, de Italiaanse derde klasse. De club werd opgericht in 1913 en de clubkleuren zijn rood en wit.
In juli 2022 werd de club vanwege financiële problemen uitgesloten van de Serie C. De club werd vervolgens opnieuw opgericht onder de naam S.S.D. Città di Teramo en werd toegelaten tot het regionale niveau van de Promozione Abruzzo op het zesde niveau.

## Bekende (ex-)spelers
- Corentin Fiore
- Gianluca Lapadula
- Simone Pepe